# Конференция по Северному Ледовитому океану
Первая Конференция по Северному Ледовитому океану проводилась в Илулиссате, Гренландия, с 27 по 29 мая 2008 года. Пять стран — Канада, Дания, Норвегия, Россия и Соединённые Штаты, обсудили ключевые вопросы, связанные с Северным Ледовитым океаном. Конференция была важной, так как решались вопросы экологического регулирования, безопасности судоходства, разведки полезных ископаемых, поиска и добычи нефти. Перед окончанием конференции участники объявили Илулиссатскую декларацию.
Эта конференция стала первой встречей на уровне министров пяти региональных держав. Её созвали Пер Стиг Меллер, министр иностранных дел Дании, и Ханс Эноксен, премьер-министр Гренландии, после некоторых территориальных споров относительно Арктики. Как заявляет Мёллер: «Мы должны продолжать выполнять наши обязательства в арктической зоне, пока ООН не определится, кто получит права на территорию и ресурсы региона. Мы должны договориться о правилах и решить, что делать, если изменение климата позволит расширить возможности для судоходства». «Мы должны послать сигнал нашим народам и остальному миру, что пять государств побережья ответственно подойдут к возможностям и проблемам».
Тающие ледники Илулиссата стали подходящим фоном для конференции.

## Страны-участницы
Страны-участницы представляли:
- Канада: министр природных ресурсов Гэри Ланн[5]
- Дания: Пер Стиг Мёллер, Ханс Эноксен
- Норвегия: министр иностранных дел Йонас Гар Стёре
- Россия: министр иностранных дел Сергей Лавров[6][7]
- США: заместитель госсекретаря Джон Негропонте

## Критика
Неучастие некоторых членов Арктического совета (коренные народы, Финляндия, Швеция и Исландия) вызвало споры.
Защищая решение Дании о неучастии некоторых членов Совета, Томас Винклер, руководитель Департамента международного права Дании, заявил, что «Встреча в Илулиссате — не противовес Арктическому совету. Мы собираемся обсуждать вопросы, входящие в зону ответственности пяти государств побережья Северного Ледовитого океана».
Аккалук Линге, гренландский политик и бывший президент Инуитской циркумполярной конференции, выразил свою озабоченность тем, что коренные народы Арктики «маргинализируются». «У эскимосов есть своё понимание суверенитета».